# الديوان الملكي (مصر)
الديوان الملكي هو المكتب التنفيذي الرئيسي لملوك الدول الخاضعة للنظام الملكي وهو يعد حلقة الوصل الرئيسية والأساسية بين الملك والحكومة ومؤسساتها وعادة يتبع للديوان مكاتب مستشاري الملك للسياسة الداخلية والشؤون الدينية والعلاقات الدولية والأمن القومي والتشريفات الملكية بالإضافة للمكتب الخاص بالملك وعادة ما يتابع الملك معظم الشؤون الحكومية الروتينية من هذا المكتب بما في ذلك صياغة الأنظمة والمراسيم الملكية وبالإضافة إلى ذلك يستقبل الملك كبار ضيوف الدولة عادة في مقر الديوان الملكي كما أنه قد جرت العادة بأن يستقبل مكتب الديوان الملكي المواطنين لتقديم طلبات التدخل الشخصية من أجل جبر المظالم أو المساعدة في المسائل الخاصة ضد بيروقراطية الدولة
وعلاوة علي ذلك فإننا نجد أن العمل في الديوان الملكي لابد وأن يتسم بالدقة المتناهية حيث يعمل طوال 24 ساعة لمتابعة أي إتصال أو برقية أو معاملة واردة للديوان من الداخل أو الخارج ويعد رئيس هذا الديوان أكبر وأهم موظفي القصر الملكي ويتم إختياره عادة من بين رجال السياسة أو السلك الديبلوماسي المخضرمين الذين تدرجوا في المناصب المختلفة ومنهم من يكون قد تقلد منصب الوزير وأحيانا رئيس مجلس الوزراء وإكتسب بذلك الخبرات والحنكة التي تلزم هذا المنصب الهام وفي كثير من الأحيان يكون لمن يشغل هذا المنصب تأثير كبير إيجابي أو سلبي علي القرارات التي يصدرها الملك
وفي مصر كان لهذا المنصب أهمية كبرى خلال العهد الملكي سواء في عهد الملك فؤاد الأول أو في عهد سلفه الملك فاروق الأول والتي تقلد هذا المنصب خلالها عدة أشخاص كانت لهم مكانتهم وشهرتهم وشخصياتهم المتميزة وتأثيراتهم علي قرارات كل من الملك فؤاد الأول والملك فاروق الأول.

## أشخاص تولوا المنصب
وكان ممن تولوا هذا المنصب الرفيع خلال العهد الملكي في مصر محمد توفيق نسيم باشا وعلي ماهر باشا وأحمد حسنين باشا وإبراهيم عبد الهادي باشا وحسين سرى باشا وحافظ عفيفي باشا كما تقلد هذا المنصب بالإنابة في بعض الفترات التي كان يخلو فيها هذا المنصب حسن يوسف باشا الذي كان يشغل منصب وكيل الديوان الملكي وسوف نلاحظ أن كل من محمد توفيق نسيم باشا وعلي ماهر باشا وأحمد حسنين باشا وإبراهيم عبد الهادي باشا وحسين سرى باشا قد تقلدوا منصب الوزير في عدة وزارات كما تقلد كل منهم منصب رئيس مجلس الوزراء عدة مرات فيما عدا إبراهيم عبد الهادي باشا الذي تقلد منصب رئيس مجلس الوزراء مرة واحدة فقط بينما تقلد حافظ عفيفي باشا منصب الوزير عدة مرات ولكنه لم يترأس الوزارة وأخيرا كان أحمد حسنين باشا وكان هو الوحيد الذي لم يتقلد منصب الوزير أو رئيس مجلس الوزراء مع أنه كان من أقرب المقربين إلي الملك فاروق ووثيق الصلة به وكان رئيسا للبعثة التي رافقته في لندن أثناء دراسته التي لم يستكملها نظرا لوفاة أبيه الملك فؤاد وإضطراره للعودة إلي مصر كما أنه كان صاحب التأثير الكبير علي قراراته وتوجهاته أثناء توليه حكم مصر وكان إلي جانبه فيما تعرض له من مواقف وأحداث وأومات ويقول عنه المهتمون بتاريخ الحقبة الملكية في مصر إنه بات يحلم بمنصب رئيس مجلس الوزراء حيث كان رجلاً ذا مطامع واسعة نجح في إخفائها وراء قناع من التجرد والزهد وربما إدعاء الجهل بالسياسة وأسرارها لكنه لم يمض في سبيل تحقيق هذا في طريق مستقيم وكانت النتيجة أنه لم يصل إلي هذا المنصب طوال حياته.
- محمد توفيق نسيم باشا:2 أبريل عام 1922م وحتي يوم 9 نوفمبر عام 1922م
- علي ماهر باشا: يوليو 1935م إلى 30 يناير 1936م ثم أكتوبر 1937م إلى 18 أغسطس 1939م
- أحمد حسنين باشا : أغسطس 1939م إلى فبراير 1945م
- إبراهيم عبد الهادي باشا:فبراير عام 1947م إلى ديسمبر عام 1948م
- حسين سرى باشا: يناير عام 1950م إلى 1952
- حافظ عفيفي باشا 1952 إلى يوليو 1952
- حسن يوسف باشا: وكيل الديوان الملكي والرئيس بالأنابة في فترة خلو المنصب